# Килкеннийский статут

Герб манора Ирландия (лордства Ирландия)

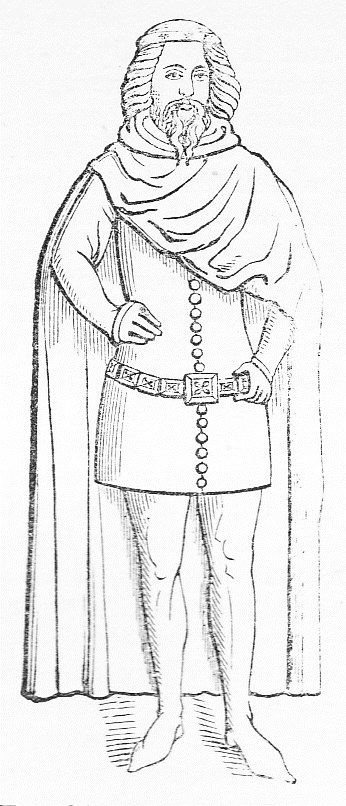
Лайонел Антверпенский, герцог Кларенс — автор «Устава Килкенни»

Килкеннийский статут — ряд законов, принятых в 1367 году парламентом манора Ирландии — территории Ирландии, которая управлялась королем Англии (Лордом Ирландии). В то время королем Англии был Эдуард III. В то время английские владения в Ирландии сильно уменьшились: ирландские кланы отвоевывали ирландские земли у англо-норманских феодалов и колонистов. Потомки англо-норманских феодалов, завоевавших Ирландию в 1169 году родственников с ирландцами, переняли ирландский язык и обычаи и стали по существу независимыми от короля Англии баронами и графами. Власть короля Англии ограничилась Пейлом — английской колонией в Ирландии — небольшой территорией вокруг Дублина, на которую постоянно нападали непокорные ирландские кланы и требовали уплаты «черной ренты» — дани за мирное существование. Килкеннийский статут стал попыткой короны Англии утвердить свою власть в Ирландии. Заседание парламента Ирландии проходило в городе Килкенни (англ. — Kilkenny, ирл. Cill Choinnigh). Согласно этому статуту английские законы распространялись на все графства Ирландии. Под страхом тюремного заключения строго запрещалось :
- говорить на ирландском языке;
- соблюдать ирландские обычаи;
- носить ирландскую одежду;
- брать себе ирландское имя или фамилию: все должны взять себе фамилию английскую — слово фамилии должно означать либо цвет (Блэк, Грэй, Грин, Браун) или профессию (Смит, Карпентер) или место рождения (Корк, Уотерфорд);
- английским поселенцам жениться на ирландцах;
- ирландцам занимать государственные и церковные должности;
- слушать песни ирландских бардов, музыкантов, сказочников;
- вершить суд согласно законам Бреона (традиционным законам Ирландии).

У всех нарушавших этот закон конфисковывались земли, имения и титулы.
Но Англия не смогла добиться выполнения этого закона — для этого потребовалась огромная армия в Ирландии, которой она не имела. Кроме того, ирландцы не понимали английского языка и не имели никакого желания его учить. Закон остался на бумаге. Его откровенно игнорировали и возбуждали как ирландцы, так и английские колонисты. Процесс «ирландизации» английских колонистов и англо-норманских феодалов продолжался и скоро они стали «большими ирландцами, чем сами ирландцы».